# ويجونغ
ويجونغ (بالهانغل: 우의정، وبالهانجا: 右議政، ويعني: مستشار الدولة الأيمن) هو إحدى المناصب التي تمنح لأعضاء مجلس دولة جوسون (يعرف باسم "ويجونغبو") من الرتبة الأولى. يعرف حامل هذا المنصب بألقاب منها ووجونغسنغ (우정승 - 右政丞) وأوسانغ (우상 - 右相).